# Animal nocturno (programa de televisión mexicano)
Animal Nocturno Magazine nocturno que se emitía los viernes por la noche durante 10 años, y fue conducido por la actriz Patricia Llaca y el periodista Ricardo Rocha (1947-2023).

## Temática del Programa
Animal nocturno se ha definido como un programa cultural, siendo una propuesta alternativa que inclusive tiene "de todo para todos los gustos", además de tener a varios invitados, entre ellos músicos, pintores, escritores, científicos, entre otros.
El programa era transmitido a las 12 de la noche todos los viernes y solía tener una duración de 2 horas.
Algunos de los artistas que ha tenido animal nocturno han sido de tipo alternativo así como de parte de movimientos de subculturas urbano.
No obstante también se ha invitado a grupos de Rock de los años 60s, Grupos de Rock Urbano, Sonideros (quienes han hecho performance como en sus mismos eventos), grupos de cumbias y otros más, dándole una atmósfera festiva al programa en una exhibición multicultural única que podían disfrutar tanto jóvenes como adultos así como también personas de la tercera edad. (Cabe mencionar que también se le brindó a nuevas generaciones la oportunidad de conocer estilos alternativos musicales como el Rockabilly (esto porque en una ocasión se presentaron los Rebel Cats) así como agrupaciones como Botellita de Jerez (quienes se presentaron con su alineación original.) Representantes importantísimos de la música como Chavela Vargas, Diego El Cigala, Paul Potts, Tony Levin entre otros fueron invitados al programa.
Algunos colaboradores culturales tienen un temple más serio y solemne, como el corresponsal en Europa, mientras otros le dan una atmósfera divertida pero inteligente esto mencionando al "Dr. Bolavsky". La participación de Ricardo Obert con sus interesantes reportajes y las conductoras temporales del detrás de cámaras, como Giovanna Reni, quien también diseñó el vestuario de Patricia Llaca durante una temporada y daba los previos para presentar a los artistas que a continuación serían entrevistados por Ricardo y Patricia.

## Fin de transmisiones
El viernes 26 de junio de 2015, después de 500 programas y varios Reconocimientos en un periodo de 10 años, se emitió el último programa. contó con la participación de varios invitados especiales así como variadas muestras de agradecimiento por parte del personal del mismo y también de sus dos conductores principales.